# 溝口盛政
溝口 盛政（みぞぐち もりまさ）は、江戸時代前期の武士。越後国新発田藩士。溝口政友の長男。堀部武庸の母方の祖父。通称は四郎兵衛（しろうべえ）。

## 出自
父方の溝口家は丹羽氏の出自で、新発田藩主溝口氏との血縁関係はないのだが、溝口秀勝からの祖父・秀友への信任は厚く、特別に溝口姓を与えられて溝口一族となった家柄である。

## 略歴
新発田藩では700石取りの組頭の地位にあった。藩主からの信任は厚く、秀勝の五女である糸姫を正室に賜った。彼女との間に長男斎（早世）、長女（溝口長重室）、次女（河村彦兵衛室）、三女（南六郎兵衛室）、四女（窪田吉直室）の一男四女を儲けたが、寛永13年（1636年）10月12日に死別した。
その後同藩家老・柿本正方の娘を後妻に迎えて二男三女を儲けた。このうち六女（後妻との間の2番目の娘）が中山弥次右衛門に嫁ぎ、その間に中山安兵衛が生まれた。天和3年（1683年）に中山弥次右衛門が新発田藩から浪人し、まもなく病死したため、遺児の安兵衛を引き取ったが、盛政もその2年後の貞享2年（1685年）に死去した。宝光寺に葬られた。この後、安兵衛は姉の嫁ぎ先である長井家へ移り、さらに19歳のときに江戸へ出て剣豪として名をあげ、赤穂浅野家家臣の堀部金丸に婿入りすることになる。
なお溝口家の家督は次男・政俊に継いだが（長男は夭折）、のちに政俊は新発田藩から浪人し、溝口姓を捨てて上田と改姓している。

## 系譜
- 父：溝口政友
- 母：丹羽久兵衛娘
- 正室：糸姫 - 溝口秀勝五女、秋香院
  - 長男：溝口斎 - 早世
  - 長女：溝口長重室
  - 次女：河村彦兵衛室
  - 三女：南六郎兵衛室
  - 四女：窪田吉直室
- 後室：柿本正方娘
  - 次男：溝口政俊
  - 三男：上田角左衛門
  - 五女：
  - 六女：中山弥次右衛門室